# Олівер Кірк
Олівер Леонард Кірк (англ. Oliver Leonard Kirk; 20 квітня 1884, Біетріс, Небраска, США — 14 березня 1960, Сент-Луїс, Міссурі, США) — американський боксер, дворазовий чемпіон літніх Олімпійських ігор 1904 року.
На Іграх 1904 в Сент-Луїсі Кірк змагався в напівлегкій (до 52,2 кг) і легшій (до 56,7 кг) вазі. Він став переможцем в обох дисциплінах, провівши в сумі два бої. Кірк став єдиним дворазовим переможцем змагань на одних і тих же Іграх за всю історію Олімпіад.